# Japan Open (patinação artística no gelo)
Japan Open é uma competição internacional por equipes de patinação artística no gelo de nível sênior, sediado no Japão. Entre 1997 e 2001, não houve competição apenas em 1998, e eram disputados os quatro eventos (individuais masculino e feminino, duplas e dança no gelo), entre 2002 e 2005 a competição não foi disputada, voltando em 2006 sendo sancionada pela União Internacional de Patinação (ISU), e sendo disputados dois eventos: individual masculino e individual feminino. O resultado final é a soma dos resultados de cada patinador na patinação livre, e a equipe que somar mais pontos é a campeã.

## Edições
| Ano        | Edição               | Cidade sede          | M                    | F                    | P                    | D                    | E                    | Ref                  |
| ---------- | -------------------- | -------------------- | -------------------- | -------------------- | -------------------- | -------------------- | -------------------- | -------------------- |
| 1997       | 1.ª                  | Tóquio               | •                    | •                    | •                    | •                    | –                    | [ 1 ]                |
| 1998       | Não houve competição | Não houve competição | Não houve competição | Não houve competição | Não houve competição | Não houve competição | Não houve competição | Não houve competição |
| 1999       | 2.ª                  | Tóquio               | •                    | •                    | •                    | •                    | –                    | [ 1 ]                |
| 2000       | 3.ª                  | Tóquio               | •                    | •                    | •                    | •                    | –                    | [ 1 ]                |
| 2001       | 4.ª                  | Tóquio               | •                    | •                    | •                    | •                    | –                    | [ 1 ]                |
| 2002– 2005 | Não houve competição | Não houve competição | Não houve competição | Não houve competição | Não houve competição | Não houve competição | Não houve competição | Não houve competição |
| 2006       | 5.ª                  | Saitama              | –                    | –                    | –                    | –                    | •                    | [ 1 ] [ 2 ]          |
| 2007       | 6.ª                  | Saitama              | –                    | –                    | –                    | –                    | •                    | [ 1 ] [ 3 ]          |
| 2008       | 7.ª                  | Saitama              | –                    | –                    | –                    | –                    | •                    | [ 1 ] [ 4 ]          |
| 2009       | 8.ª                  | Saitama              | –                    | –                    | –                    | –                    | •                    | [ 1 ] [ 5 ]          |
| 2010       | 9.ª                  | Saitama              | –                    | –                    | –                    | –                    | •                    | [ 1 ] [ 6 ]          |
| 2011       | 10.ª                 | Saitama              | –                    | –                    | –                    | –                    | •                    | [ 1 ] [ 7 ]          |
| 2012       | 11.ª                 | Saitama              | –                    | –                    | –                    | –                    | •                    | [ 1 ] [ 8 ]          |
| 2013       | 12.ª                 | Saitama              | –                    | –                    | –                    | –                    | •                    | [ 1 ] [ 9 ]          |
| 2014       | 13.ª                 | Saitama              | –                    | –                    | –                    | –                    | •                    | [ 1 ] [ 10 ]         |
| 2015       | 14.ª                 | Saitama              | –                    | –                    | –                    | –                    | •                    | [ 1 ] [ 11 ]         |
| 2016       | 15.ª                 | Saitama              | –                    | –                    | –                    | –                    | •                    | [ 1 ] [ 12 ]         |
| 2017       | 16.ª                 | Saitama              | –                    | –                    | –                    | –                    | •                    | [ 13 ]               |
| 2018       | 17.ª                 | Saitama              | –                    | –                    | –                    | –                    | •                    | [ 14 ]               |

Legenda
- –  –  Eventos disputados, porém não valem medalhas individualmente, somente por equipes
- –  Evento não disputado neste ano

## Lista de medalhistas

### Individual masculino
| Evento                 | Ouro                       | Prata                          | Bronze                         |
| Tóquio 1997 (detalhes) | Ilya Kulik · Rússia        | Philippe Candeloro · França    | Todd Eldredge · Estados Unidos |
| 1998                   | Não houve competição       | Não houve competição           | Não houve competição           |
| Tóquio 1999 (detalhes) | Yevgeni Plushenko · Rússia | Alexei Yagudin · Rússia        | Todd Eldredge · Estados Unidos |
| Tóquio 2000 (detalhes) | Alexei Yagudin · Rússia    | Todd Eldredge · Estados Unidos | Takeshi Honda · Japão          |
| Tóquio 2001 (detalhes) | Alexei Yagudin · Rússia    | Evgeny Plushenko · Rússia      | Todd Eldredge · Estados Unidos |

### Individual feminino
| Evento                 | Ouro                           | Prata                     | Bronze                   |
| Tóquio 1997 (detalhes) | Michelle Kwan · Estados Unidos | Yuka Sato · Japão         | Irina Slutskaya · Rússia |
| 1998                   | Não houve competição           | Não houve competição      | Não houve competição     |
| Tóquio 1999 (detalhes) | Michelle Kwan · Estados Unidos | Maria Butyrskaya · Rússia | Irina Slutskaya · Rússia |
| Tóquio 2000 (detalhes) | Michelle Kwan · Estados Unidos | Maria Butyrskaya · Rússia | Surya Bonaly · França    |
| Tóquio 2001 (detalhes) | Maria Butyrskaya · Rússia      | Irina Slutskaya · Rússia  | Midori Ito · Japão       |

### Duplas
| Evento                 | Ouro                                           | Prata                                      | Bronze                                      |
| Tóquio 1997 (detalhes) | Jenni Meno · Todd Sand · Estados Unidos        | Marina Eltsova · Andrei Bushkov · Rússia   | Kyoko Ina · Jason Dungjen · Estados Unidos  |
| 1998                   | Não houve competição                           | Não houve competição                       | Não houve competição                        |
| Tóquio 1999 (detalhes) | Elena Berezhnaya · Anton Sikharulidze · Rússia | Mandy Wötzel · Ingo Steuer · Alemanha      | Kyoko Ina · Jason Dungjen · Estados Unidos  |
| Tóquio 2000 (detalhes) | Oksana Kazakova · Artur Dmitriev · Rússia      | Shen Xue · Zhao Hongbo · China             | Yuka Sato · Jason Dungjen · Estados Unidos  |
| Tóquio 2001 (detalhes) | Elena Berezhnaya · Anton Sikharulidze · Rússia | Sarah Abitbol · Stéphane Bernadis · França | Kyoko Ina · John Zimmerman · Estados Unidos |

### Dança no gelo
| Evento                 | Ouro                                             | Prata                                            | Bronze                                       |
| Tóquio 1997 (detalhes) | Oksana Grishuk · Evgeni Platov · Canadá          | Susanna Rahkamo · Petri Kokko · Finlândia        | Marina Anissina · Gwendal Peizerat · França  |
| 1998                   | Não houve competição                             | Não houve competição                             | Não houve competição                         |
| Tóquio 1999 (detalhes) | Maya Usova · Evgeni Platov · Rússia              | Margarita Drobiazko · Povilas Vanagas · Lituânia | Nakako Tsuzuki · Rinat Farkhoutdinov · Japão |
| Tóquio 2000 (detalhes) | Maya Usova · Evgeni Platov · Rússia              | Margarita Drobiazko · Povilas Vanagas · Lituânia | Nakako Tsuzuki · Rinat Farkhoutdinov · Japão |
| Tóquio 2001 (detalhes) | Barbara Fusar-Poli · Maurizio Margaglio · Itália | Margarita Drobiazko · Povilas Vanagas · Lituânia | Shae-Lynn Bourne · Victor Kraatz · Canadá    |

### Equipes
| Evento                  | Ouro                                                                               | Prata                                                                                | Bronze                                                                                |
| Saitama 2006 (detalhes) | Daisuke Takahashi Takeshi Honda Mao Asada Miki Ando Equipe Japão                   | Jeffrey Buttle Emanuel Sandhu Joannie Rochette Alissa Czisny Equipe América do Norte | Stephane Lambiel Alexei Yagudin Sarah Meier Kiira Korpi Equipe Europa                 |
| Saitama 2007 (detalhes) | Nobunari Oda Takahiko Kozuka Mao Asada Miki Ando Equipe Japão                      | Alexei Yagudin Brian Joubert Kiira Korpi Sarah Meier Equipe Europa                   | Jeffrey Buttle Todd Eldredge Joannie Rochette Kimmie Meissner Equipe América do Norte |
| Saitama 2008 (detalhes) | Daisuke Takahashi Takeshi Honda Mao Asada Yukari Nakano Equipe Japão               | Adrian Schultheiss Stephane Lambiel Kiira Korpi Sarah Meier Equipe Europa            | Evan Lysacek Todd Eldredge Kimmie Meissner Mirai Nagasu Equipe América do Norte       |
| Saitama 2009 (detalhes) | Stephane Lambiel Samuel Contesti Beatrisa Liang Laura Lepisto Equipe Europa        | Jeffrey Buttle Jeremy Abbott Beatrisa Liang Joannie Rochette Equipe América do Norte | Takahiko Kozuka Takeshi Honda Mao Asada Yukari Nakano Equipe Japão                    |
| Saitama 2010 (detalhes) | Daisuke Takahashi Takahiko Kozuka Miki Ando Mao Asada Equipe Japão                 | Adam Rippon Jeffrey Buttle Cynthia Phaneuf Joannie Rochette Equipe América do Norte  | Evgeni Plushenko Michal Brezina Sarah Meier Julia Sebestyen Equipe Europa             |
| Saitama 2011 (detalhes) | Patrick Chan Jeffrey Buttle Joannie Rochette Alissa Czisny Equipe América do Norte | Artur Gachinski Florent Amodio Elizaveta Tuktamisheva Alena Leonova Equipe Europa    | Takahiko Kozuka Daisuke Takahashi Akiko Suzuki Miki Ando Equipe Japão                 |
| Saitama 2012 (detalhes) | Daisuke Takahashi Takahiko Kozuka Mao Asada Akiko Suzuki Equipe Japão              | Jeffrey Buttle Patrick Chan Ashley Wagner Agnes Zawadzki Equipe América do Norte     | Evgeni Plushenko Michal Brezina Alena Leonova Elene Gedevanishvili Equipe Europa      |
| Saitama 2013 (detalhes) | Takahiko Kozuka Daisuke Takahashi Mao Asada Kanako Murakami Equipe Japão           | Jeremy Abbott Jeffrey Buttle Joannie Rochette Ashley Wagner Equipe América do Norte  | Javier Fernández Michal Březina Adelina Sotnikova Irina Slutskaya Equipe Europa       |
| Saitama 2014 (detalhes) | Javier Fernández Tomáš Verner Elena Radionova Anna Pogorilaya Equipe Europa        | Patrick Chan Jeffrey Buttle Mirai Nagasu Ashley Wagner Equipe América do Norte       | Takahito Mura Takahiko Kozuka Satoko Miyahara Kanako Murakami Equipe Japão            |
| Saitama 2015 (detalhes) | Shoma Uno Daisuke Murakami Mao Asada Satoko Miyahara Equipe Japão                  | Patrick Chan Jeremy Abbott Ashley Wagner Gracie Gold Equipe América do Norte         | Javier Fernández Brian Joubert Elizaveta Tuktamysheva Adelina Sotnikova Equipe Europa |
| Saitama 2016 (detalhes) | Shoma Uno Nobunari Oda Satoko Miyahara Wakaba Higuchi Equipe Japão                 | Javier Fernández Florent Amodio Evgenia Medvedeva Anna Pogorilaya Equipe Europa      | Adam Rippon Jeremy Abbott Ashley Wagner Gracie Gold Equipe América do Norte           |
| Saitama 2017 (detalhes) | Javier Fernández Oleksii Bychenko Evgenia Medvedeva Alina Zagitova Equipe Europa   | Shoma Uno Nobunari Oda Mai Mihara Marin Honda Equipe Japão                           | Nathan Chen Jeremy Abbott Mirai Nagasu Karen Chen Equipe América do Norte             |
| Saitama 2018 (detalhes) | Shoma Uno Nobunari Oda Kaori Sakamoto Satoko Miyahara Equipe Japão                 | Javier Fernández Deniss Vasiļjevs Alina Zagitova Maria Sotskova Equipe Europa        | Nathan Chen Jeremy Abbott Bradie Tennell Mariah Bell Equipe América do Norte          |